# Konstantinos Koukidis
Konstantinos Koukidis (tiếng Hy Lạp: Κωνσταντίνος Κουκίδης) là quân nhân thuộc đội Evzone của Hy Lạp bị nghi giữ trọng trách bảo vệ lá quốc kỳ vào ngày 27 tháng 4 năm 1941 tại Acropolis ở Athens, vào đầu thời kỳ phe Trục chiếm đóng Hy Lạp trong Thế chiến thứ hai. Sau khi những người lính Đức đầu tiên leo lên Acropolis, một sĩ quan đã ra lệnh cho anh ta đầu hàng, từ bỏ quốc kỳ Hy Lạp và giương cao lá cờ chữ vạn của Đức Quốc xã ở đấy. Thay vào đó, Koukidis được cho là đã chọn trung thành với nghĩa vụ của mình bằng cách kéo lá cờ xuống, quấn nó quanh người và nhảy khỏi mỏm đá Acropolis rơi xuống cho đến chết. Một tấm bảng kỷ niệm gần địa điểm đánh dấu sự kiện này.
Trong một chương trình truyền hình vào ngày 26 tháng 4 năm 2000, thị trưởng Athens lúc bấy giờ là Dimitris Avramopoulos đã khẳng định chẳng có bằng chứng tài liệu cụ thể nào về Koukidis hoặc hành động của anh ta. Người ta lưu ý rằng huyền thoại anh hùng về bản chất này đã đóng vai trò quan trọng trong việc duy trì tinh thần dân tộc dưới thời kỳ chiếm đóng khắc nghiệt của phát xít Đức. Cùng lúc đó, Trung tướng Ioannis Kakoudakis, Cục trưởng Cục Lịch sử Lục quân Hy Lạp, báo cáo rằng một cuộc điều tra do quân đội tổ chức đã không xác nhận được sự tồn tại của người lính này.